# Boi Morto
Boi Morto (pronunciación portuguesa: [b'oj m'ortu], ‘buey muerto’) es un barrio del distrito de Sede, en el municipio de Santa Maria, en el estado brasileño de Río Grande del Sur. Está situado en el oeste de Santa Maria.

## Villas
El barrio contiene las siguientes villas: Boi Morto, Rincão dos Bentos, Vila Boi Morto, Vila Cauduro, Vila Querência, Vila Santa Catarina.

## Galería de fotos

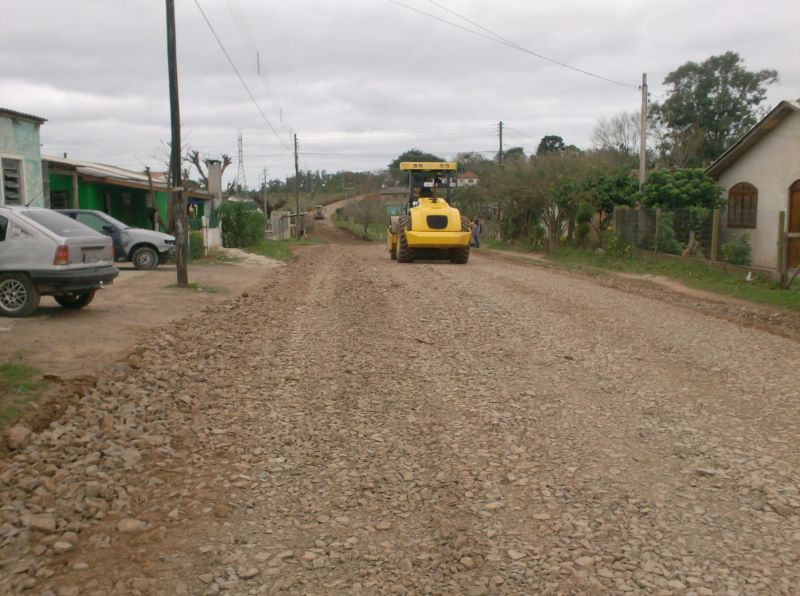

| Noroeste: Tancredo Neves Boca do Monte São Valentim | Norte: Tancredo Neves / Pinheiro Machado | Nordeste: São João            |
| Oeste: São Valentim                                 |                                          | Este: Renascença São Valentim |
| Suroeste: São Valentim                              | Sur: São Valentim                        | Sureste: São Valentim         |